# Ли Сяоцзян
Ли Сяоцзян (кит. упр. 李小江, пиньинь Lǐ Xiǎojiāng; 1951, Цзянси — 12 февраля 2025) — профессор, феминистка, основатель и директор Центра гендерных исследований в Даляньском университете. Также является первой китайской учёной, внёсшей значительный вклад в гендерные исследования Китая в пост-маоистскую эру. Будучи одной из ведущих писательниц феминистской литературы в Китае, преподавала в различных учебных заведениях, вследствие чего стала директором Центра гендерных исследований. В ранние годы изучала западную литературу в Хэнаньском университете, пока не обнаружила, как мало стипендий выделяется для исследований женского вопроса. В результате поменяла свою специальность с западной литературы на женские исследования. В 1983 году её работа «В поисках Евы» стала точкой отсчёта для начала гендерных исследований в Китае. Ли основала первый Центр гендерных исследований в Китае, а затем музей в Хэнаньском университете, посвящённый культурной антропологии женщин. Позже стала профессором кафедры антропологии в Университете Макгилла в Канаде в 1991, Американского музея естественной истории в 1991, профессором исторического факультета Северо-Восточного университета в Бостоне в 1992, отделения восточноазиатских исследований в Гарвардском университете в 1995 году, а также приглашённым учёным в Женском университете Отяномидзу в Токио в 2004.

## Карьера
В начале своей карьеры, Ли Сяоцзян преподавала китайскую и западную литературу в Университете Чэнчжоу. В этом университете она учредила факультет женских исследований, в 1986 году в Хэнаньском университете основала первый Центр Гендерных Исследований в стране. Состоит в международном консультативном совете известного журнала феминистической направленности «Signs».
За время своей карьеры занимала руководящие должности в департаментах гендерных исследований в педагогическом университете Шэньси в Сиане и в Даляньском университете. Стала получателем двух грантов Фонда Форда для исследовательских проектов «Устная история китайских женщин» в 2000—2003 годах и «Гендерные вопросы и высшее образование» в 2001—2003 годах.
Ли Сяоцзян всегда занималась исследованиями автономно от Всекитайской федерации женщин, которая официально представляет женские вопросы и проблемы от имени Коммунистической партии Китая, и критиковала их за отсутствие теоретической базы. Хотя иногда профессор делилась с руководящими лицами ВКЖФ некоторыми ресурсами и совместно они открыли музей женской культуры в Хэнаньском университете, который был закрыт в 1998 году.
Ли Сяоцзян всегда активно выступала за развитие самобытных гендерных исследований в Китае, поощряла молодых учёных мыслить и заниматься исследованиями самостоятельно. Она учит не ориентироваться на западные теории и не искать наставника в лице мужчины, а учиться, полагаясь на себя. Ли трижды предлагали переехать в США и продолжить исследования там, но она отказывалась, аргументируя это тем, что Китай в ней нуждается больше.
Ли Сяоцзян скончалась 12 февраля 2025 года в возрасте 74 лет.

## Философия
Как говорит сама Ли Сяоцзян, причиной начала её исследований послужил личный опыт и проблемы реальной жизни, заложенные в культуре Китая. Вся история и философия Китая записана через восприятие её со стороны мужчин, а женщины описаны лишь через их общество и семейные отношения. Также согласно её мнению, феминизм не отделим от академических исследований, и если в феминистских исследованиях есть цель и метод, они должны соответствовать цели всех научных исследований, а именно стремиться к истине и правде.
Учёная также не называет себя феминисткой, так как полагает, что это определение является слишком простым, чтобы описать её деятельность и личность. Хотя она согласна, что её научные исследования можно понять и объяснить в рамках феминистской теории.
В своих работах Ли Сяоцзян, сама исходя из марксистских позиций, критикует марксистский подход к гендеру и маскулинизацию женщин, произошедшую во время Культурной революции в Китае. Ли сосредоточилась на гендерных вопросах, связанных с противоречием, которое было вызвано давлением общества на женщин, заключавшемся в стимулировании их участия в политической жизни наравне с мужчинами. В то же время их обязанностью остается работа по дому и уходом за детьми. Стремление Культурной революции к гендерному равенству, обязывало женщин нести «двойное бремя».
Исследуя гендерные вопросы, Ли Сяоцзян признает, что работы западных исследователей оказали на неё влияние, однако, стремится полностью отделится от западного феминизма, решительно заявляя, что Китай нуждается в своём собственном, в связи с разными проблемами, с которыми сталкиваются женщины.

## Публикации
- Прогресс человечества и эмансипация женщин (1983)[7]
- Исследование Евы (1988)
- Пропасть между полами (1989)[8]
- Анализ эстетического сознания женщин (1989)
- Женщины / гендерные академические вопросы (2005 год)